# Moris Carrozzieri
Moris Carrozzieri (Giulianova, 16 novembre 1980) è un dirigente sportivo ed ex calciatore italiano, di ruolo difensore.

## Biografia
Il suo nome Moris è frutto di un errore dell'anagrafe di Giulianova; il suo nome corretto, infatti, avrebbe dovuto essere Maurice.
È soprannominato il Carro.
Dopo il ritiro ha aperto diversi locali tra San Benedetto del Tronto e Alba Adriatica.

## Caratteristiche tecniche
Ha giocato per tutta la carriera prevalentemente come difensore centrale.

## Carriera

### Calciatore

#### Inizi
Ha incominciato nel Associazione Sportiva Dilettantistica Castel di Sangro per poi approdare al Bari.

#### Sampdoria, Arezzo ed Atalanta
Prelevato dalla Sampdoria dal Teramo nell'estate del 2003, viene schierato da titolare dall'allora mister blucerchiato Walter Novellino in occasione di una trasferta con l'Inter, terminata 0-0. Viene quindi riproposto spesso nella linea difensiva, trovando sempre più spazio in squadra. Rimasto nella formazione genovese anche nella stagione 2004-2005, trova meno spazio fra i titolari complice un rendimento medio inferiore alla stagione precedente.
Ceduto in prestito all'Arezzo nell'estate del 2005, disputa nelle file dei toscani un campionato di Serie B che vede gli amaranto sfiorare l'accesso ai playoff per la promozione nella massima serie.
Per la stagione 2006-2007 viene rilevato dall'Atalanta con la formula della comproprietà.
Il 21 settembre 2006 viene squalificato per due mesi dalla disciplinare insieme al suo ex compagno di squadra Tareschino Livio Angelini per il calcio scommesse che ha visto coinvolti i due giocatori nell'ottobre del 2005. I due implicati ricorreranno alla CAF senza ottenere tuttavia alcuno sconto di pena.
Tornato disponibile, ha collezionato 19 presenze in campionato con un gol, contribuendo alla salvezza dell'Atalanta. La società nerazzurra nell'estate 2007 rileva dalla Sampdoria l'intero cartellino del giocatore.

#### Palermo e Lecce
Il 25 giugno 2008 il Palermo acquista il giocatore a titolo definitivo, facendogli sottoscrivere un contratto quadriennale da 500 000 euro.
La sua prima stagione è di notevole importanza, tant'è che grazie alla sua potenza ma allo stesso tempo agilità, diventa ben presto un punto di riferimento per la squadra e un idolo per i tifosi.
Il 23 aprile 2009 risulta positivo alla benzoilecgonina (metabolita della cocaina) dopo un controllo anti-doping successivo alla partita Palermo-Torino (1-0) del 5 aprile precedente, primo caso riscontrato dal CONI con un test mirato, come da normativa entrata in vigore a gennaio 2009. Per lui era il quarto controllo a cui veniva sottoposto. Subito sospeso dall'attività agonistica, il 28 aprile fa le sue pubbliche scuse per ciò che è accaduto.
La sua stagione termina quindi con 23 presenze e nessuna rete. Il 10 giugno il CONI lo ha deferito ed ha richiesto per lui due anni di squalifica più una pena accessoria di natura economica: la società ha quindi stipulato con lui un contratto al minimo sindacale (50.000 € annuali) per tutelare i propri interessi. Il 9 luglio la richiesta di squalifica è stata accolta.
Essendo anche impossibilitato ad allenarsi con il resto della squadra, nel frattempo si è allenato sia in palestra che sul campo con il preparatore atletico e suo amico Angelo Pagliaccetti (ex calciatore di Serie B e C) e ha lavorato per la squadra de "Quelli che il calcio e...".
A partire dal 7 aprile 2011, scontata la squalifica, si aggrega nuovamente alla squadra. Per recuperare la forma fisica, il 16 aprile gioca con la formazione Primavera nell'incontro Palermo-Grosseto (2-1), giocato per intero. Viene quindi portato in panchina in Palermo-Napoli (2-1) della 34ª giornata di campionato disputata il 23 aprile. Fa il debutto stagionale con la prima squadra il 7 maggio, nella vittoria casalinga per 2-1 contro il Bari valida per la 36ª giornata di campionato, subentrando al 72' a Santiago García. Il 29 maggio subentra al 24' all'infortunato Dorin Goian nella finale di Coppa Italia persa per 3-1 contro l'Inter. Queste due partite citate saranno le sue uniche presenze in stagione. All'inizio della nuova stagione non viene convocato per il ritiro, dunque rescinde il contratto con la società rosanero: conclude così l'esperienza in Sicilia con 26 presenze totali.
Il 15 luglio 2011 passa a parametro zero al Lecce, con cui sottoscrive un contratto annuale con opzione sul secondo. Il contratto prevede 150.000 euro di ingaggio fissi più 3.000 euro ad ogni presenza.
Esordisce in maglia giallorossa il 21 agosto in Lecce-Crotone (0-2) del terzo turno di Coppa Italia, giocando titolare e uscendo dal campo per infortunio al 56', facendo posto a Davide Brivio; il calciatore rimedia una distorsione al ginocchio sinistro che il 26 agosto lo costringe ad operarsi per risolvere la lesione meniscale esterna complessa restando lontano dai campi per due mesi.
Il 29 settembre 2011 viene squalificato per dieci giorni e multato di 1.500 euro per «violazione dell'obbligo di offrire adempimento alle prescrizioni contenute nel Lodo arbitrale del 16 ottobre 2007 [...]» risalente ai tempi dell'Atalanta.
Ritornato disponibile, debutta in campionato proprio nella partita contro la sua ex squadra, il Palermo, che il Lecce perde per 2-0 in trasferta nell'incontro valido per la nona giornata. In Roma-Lecce (2-1) del 20 novembre subisce una distorsione alla caviglia destra che lo tiene fuori dai campi per un mese. Rientra fra i titolari del nuovo allenatore Serse Cosmi nella partita del 18 dicembre pareggiata per 3-3 in trasferta contro il Parma, chiudendo un discreto campionato con 12 presenze e la retrocessione, rimanendo poi svincolato.

#### Varese, Giulianova e Bellante
Il 14 agosto firma un contratto di un anno con opzione per il secondo con il Varese, squadra di Serie B.
Dopo una stagione in Lombardia, il 2 settembre 2013, ultimo giorno di calciomercato, si accorda con il Giulianova, sua città natale, in cui aveva già giocato nel 2001. Nella partita della seconda giornata di campionato contro l'Isernia rimedia un'espulsione al 47' del primo tempo che gli costa tre giornate di squalifica. Al rientro, il 6 ottobre 2013, esce per infortunio all'80' del derby contro il Celano. È quella la sua seconda e ultima partita col Giulianova, quindi rescinde il contratto.
Nel febbraio 2014 firma un contratto con il Bellante, squadra militante in Terza Categoria abruzzese. In questa avventura è schierato da attaccante, e all'esordio contro il Bradi Tortoreto è autore di una doppietta nel 3-2 finale: segna il primo gol su colpo di testa e il secondo su calcio di rigore.

### Dopo il ritiro
Nel settembre 2014 viene nominato direttore sportivo del Giulianova. Nell'ottobre 2015 lascia l'incarico a causa di alcuni episodi negativi correlati alla tifoseria della società abruzzese.
Nel frattempo apre un lounge bar e un ristorante a San Benedetto del Tronto. Il 29 maggio 2024 ritorna in pista divenendo nuovo direttore generale della Pro Vasto in Eccellenza Abruzzo.

## Statistiche

### Presenze e reti nei club
| Stagione         | Squadra          | Campionato       | Campionato | Campionato | Coppe nazionali | Coppe nazionali | Coppe nazionali | Coppe continentali | Coppe continentali | Coppe continentali | Altre coppe | Altre coppe | Altre coppe | Totale | Totale |
| Stagione         | Squadra          | Comp             | Pres       | Reti       | Comp            | Pres            | Reti            | Comp               | Pres               | Reti               | Comp        | Pres        | Reti        | Pres   | Reti   |
| ---------------- | ---------------- | ---------------- | ---------- | ---------- | --------------- | --------------- | --------------- | ------------------ | ------------------ | ------------------ | ----------- | ----------- | ----------- | ------ | ------ |
| 2000-gen. 2001   | Fidelis Andria   | C1               | 13         | 2          | CI-C            | ?               | ?               | -                  | -                  | -                  | -           | -           | -           | 13+    | 2+     |
| gen.-giu. 2001   | Giulianova       | C1               | 5          | 0          | CI-C            | ?               | ?               | -                  | -                  | -                  | -           | -           | -           | 5+     | 0+     |
| 2001-gen. 2002   | Martina          | C2               | 4          | 0          | CI-C            | ?               | ?               | -                  | -                  | -                  | -           | -           | -           | 4+     | 0+     |
| gen.-giu. 2002   | Teramo           | C2               | 10         | 2          | CI-C            | ?               | ?               | -                  | -                  | -                  | -           | -           | -           | 10+    | 2+     |
| 2002-2003        | Teramo           | C1               | 29         | 3          | CI-C            | ?               | ?               | -                  | -                  | -                  | -           | -           | -           | 29+    | 3+     |
| Totale Teramo    | Totale Teramo    | Totale Teramo    | 39         | 5          |                 | ?               | ?               |                    | -                  | -                  |             | -           | -           | 39+    | 5+     |
| 2003-2004        | Sampdoria        | A                | 25         | 0          | CI              | 1               | 0               | -                  | -                  | -                  | -           | -           | -           | 26     | 0      |
| 2004-2005        | Sampdoria        | A                | 3          | 0          | CI              | 3               | 0               | -                  | -                  | -                  | -           | -           | -           | 6      | 0      |
| Totale Sampdoria | Totale Sampdoria | Totale Sampdoria | 28         | 0          |                 | 4               | 0               |                    | -                  | -                  |             | -           | -           | 32     | 0      |
| 2005-2006        | Arezzo           | B                | 35         | 2          | CI              | 2               | 0               | -                  | -                  | -                  | -           | -           | -           | 37     | 2      |
| 2006-2007        | Atalanta         | A                | 19         | 1          | CI              | 2               | 0               | -                  | -                  | -                  | -           | -           | -           | 21     | 1      |
| 2007-2008        | Atalanta         | A                | 20         | 2          | CI              | 1               | 0               | -                  | -                  | -                  | -           | -           | -           | 21     | 2      |
| Totale Atalanta  | Totale Atalanta  | Totale Atalanta  | 39         | 3          |                 | 3               | 0               |                    | -                  | -                  |             | -           | -           | 42     | 3      |
| 2008-2009        | Palermo          | A                | 23         | 0          | CI              | 1               | 0               | -                  | -                  | -                  | -           | -           | -           | 24     | 0      |
| 2009-2010        | Palermo          | A                | 0          | 0          | CI              | 0               | 0               | -                  | -                  | -                  | -           | -           | -           | 0      | 0      |
| 2010-2011        | Palermo          | A                | 1          | 0          | CI              | 1               | 0               | UEL                | -                  | -                  | -           | -           | -           | 2      | 0      |
| Totale Palermo   | Totale Palermo   | Totale Palermo   | 24         | 0          |                 | 2               | 0               |                    | -                  | -                  |             | -           | -           | 26     | 0      |
| 2011-2012        | Lecce            | A                | 12         | 0          | CI              | 1               | 0               | -                  | -                  | -                  | -           | -           | -           | 13     | 0      |
| 2012-2013        | Varese           | B                | 14         | 0          | CI              | 0               | 0               | -                  | -                  | -                  | -           | -           | -           | 14     | 0      |
| 2013-2014        | Giulianova       | D                | 2          | 0          | CI-D            | 0               | 0               | -                  | -                  | -                  | -           | -           | -           | 2      | 0      |
| Totale carriera  | Totale carriera  | Totale carriera  | 215        | 12         |                 | 12+             | 0+              |                    | -                  | -                  |             | -           | -           | 227+   | 12+    |

## Palmares

### Competizioni giovanili
- Campionato Primavera: 1

Bari: 1999-2000